# لاپافو
لاپافو (به مجاری:  Lápafő) یک شهرداری در مجارستان است که در ناحیه دومبووار واقع شده‌است. لاپافو ۹٫۳ کیلومتر مربع مساحت و ۱۵۲ نفر جمعیت دارد.